# Potere (album)
| Recensione           | Giudizio |
| -------------------- | -------- |
| Rockit               | positivo |
| Rolling Stone Italia |          |
| Rockol               |          |

Potere è il quarto album in studio del rapper italiano Luchè, pubblicato il 29 giugno 2018 dalla Universal Music Group.
Il 24 gennaio 2019 l'album è stato ripubblicato con l'aggiunta del singolo Stamm fort, registrato in collaborazione con Sfera Ebbasta ed inserito come terza traccia del disco.

## Tracce
Testi di Luca Imprudente, eccetto dove indicato.

### Edizione standard
1. Intro (feat. Paola Imprudente) – 1:20 (musica: Rosario Castagnola)
2. Potere/Il sorpasso – 7:24 (musica: Samuele Masia, Luca Imprudente)
3. Nada – 3:45 (musica: Rosario Castagnola, Salvatore Allozzi, Luca Imprudente)
4. Je ce credevo – 3:22 (musica: Rosario Castagnola)
5. Facile – 3:37 (musica: Rosario Castagnola)
6. LV & Balmain (feat. Gué Pequeno) – 5:03 (testo: Luca Imprudente, Cosimo Fini – musica: Rosario Castagnola, Salvatore Alluzzi)
7. Torna da me – 3:00 (musica: Rosario Castagnola)
8. Star – 4:27 (musica: Luca Imprudente, Salvatore Alluzzi, Sarah Tartuffo, Rosario Castagnola)
9. Lo sai chi sono (feat. CoCo) – 5:41 (testo: Luca Imprudente, Corrado Migliaro – musica: Guido Parisi)
10. Diamanti nei denti – 4:27 (musica: Antonio Lago)
11. 10 anni fa (feat. CoCo) – 3:10 (testo: Luca Imprudente, Corrado Migliaro – musica: Tashmin Zene)
12. Non abbiamo età – 3:02 (musica: Sarah Tartuffo)
13. Dormiamo insieme – 4:37 (musica: Valerio Passeri)
14. Gli altri – 3:43 (musica: Sarah Tartuffo)
15. Potere 2 (feat. Enzo Avitabile) – 4:39 (testo: Luca Imprudente, Enzo Avitabile – musica: Guido Parisi)
16. Al mio fianco (Night Skinny feat. Luchè) – 3:22 (musica: Luca Pace)

### Potere - Il giorno dopo
1. Parliamo – 3:16
2. Stamm fort (feat. Sfera Ebbasta) – 2:51
3. 10 anni fa RMX (feat. CoCo & Tony Effe) – 4:46
4. Intro (feat. Paola Imprudente) – 1:20
5. Potere/Il sorpasso – 7:24
6. Nada – 3:45
7. Je ce credevo – 3:22
8. Facile – 3:37
9. LV & Balmain (feat. Gué Pequeno) – 5:03
10. Torna da me – 3:00
11. Star – 4:27
12. Lo sai chi sono (feat. CoCo) – 5:41
13. Diamanti nei denti – 4:27
14. 10 anni fa (feat. CoCo) – 3:09
15. Non abbiamo età – 3:01
16. Dormiamo insieme – 4:37
17. Gli altri – 3:42
18. Potere 2 (feat. Enzo Avitabile) – 4:39
19. Al mio fianco – 3:22
20. Non abbiamo età (Max Brigante RMX) – 3:03
21. Burn – 2:53

## Formazione
Musicisti
- Luchè – voce
- Paola Imprudente – voce aggiuntiva (traccia 1)
- Gué Pequeno – voce aggiuntiva (traccia 6)
- CoCo – voce aggiuntiva (tracce 9 e 11)
- Enzo Avitabile – voce aggiuntiva (traccia 15)

Produzione
- D-Ross – produzione (tracce 1, 3-8)
- Pherro – produzione (traccia 2a)
- Luchè – produzione (tracce 2b, 3 e 8)
- Torok – produzione (tracce 3, 5 e 8)
- Star-T-Uffo – produzione (tracce 8, 12 e 14)
- Geeno – produzione (tracce 9 e 15)
- Yung Snapp – produzione (traccia 10)
- IamTash – produzione (traccia 11)
- Valerio Nazo – produzione (traccia 13)
- The Night Skinny – produzione (traccia 16)

## Classifiche

### Classifiche settimanali
Potere
| Classifica (2018) | Posizione massima |
| ----------------- | ----------------- |
| Italia            | 2                 |

Potere - Il giorno dopo
| Classifica (2019) | Posizione massima |
| ----------------- | ----------------- |
| Italia            | 1                 |

### Classifiche di fine anno
| Classifica (2019) | Posizione |
| ----------------- | --------- |
| Italia            | 25        |
| Classifica (2020) | Posizione |
| Italia            | 81        |
| Classifica (2022) | Posizione |
| Italia            | 71        |
| Classifica (2023) | Posizione |
| Italia            | 76        |